# Giannina Arangi-Lombardi
Giannina Arangi-Lombardi (* 20. Juni 1891 in Marigliano; † 9. Juli 1951 in Mailand) war eine italienische Opernsängerin (Sopran) der 1920er und 1930er Jahre, die besonders Italienische Oper sang.

## Leben

### Ausbildung
Die geborene Neapolitanerin studierte am Conservatorio San Pietro a Majella in Neapel zuerst Klavier, dann Gesang bei Benjamino Carelli. Carelli bildete Arangi-Lombardi zuerst als Mezzosopran aus. 1920 debütierte sie im Alter von dreißig Jahren am Teatro Costanzi. Sie sang die Lola in Cavalleria rusticana. Bei Adelina Stehle vollzog sie einige Jahre später den Wechsel ins Sopranfach.

### Karriere
1923 sang sie das Mezzo-Repertoire an den italienischen Theatern und war so erfolgreich, dass Schallplattenaufnahmen erfolgten. So sang sie 1921 am Teatro Dal Verme in Mailand die Amneris zu der von Fidelia Campigna gesungenen Aida, die Brangäne in Tristan und Isolde mit Maria Wroblewska und Icilio Calleja und kurz danach am Teatro Massimo in Palermo in Francesca da Rimini zusammen mit Lina Scavizzi.
Am Teatro Reggio in Parma war sie erfolgreich als La Cieca in La Gioconda (Irene Minghini Cattaneo spielte die Laura) und begann, Rollen des Zwischenfachs – wie die Venus im Tannhäuser und die Elena in Mefistofele – zu singen. Dadurch entdeckte sie, dass sie sich in den höheren Lagen besser fühlte und studierte bei Adelina Stehle, der Nannetta in der Uraufführung des Falstaff, zur Sopranistin um.
Als Sopran debütierte sie am Teatro Costanzi in Rom, wiederum in Cavalleria Rusticana, nun aber in der Rolle der Santuzza. Im ersten Jahr behielt sie noch einige ihrer alten Rollen bei, wie die Elena in Mefistofele und die Hohepriesterin in La vestale (unter Vitale, mit Maria Carena, Bassi, Morelli und Pasero). 1926 kam sie an die Mailänder Scala, wo sie als Aida und Gioconda großes Aufsehen erregte. Im nächsten Jahr sang sie die Santuzza unter Arturo Toscanini und Leonora in Il trovatore unter Panizza.
Im Sommer 1926 war sie am Teatro Colón in Buenos Aires, scheint aber dort nur die Gioconda gesungen zu haben (mit Buades, Bertana, Lauri-Volpi, Franci und Pasero). 1929 hatte sie als Aida unter Toscanini einen derartigen Erfolg an der Scala, dass sie von ihm für das Gastspiel der Scala in Berlin ausgewählt wurde. Sie sang bei den Berliner Festspielen die Aida mit Pertile und in 'Il trovatore' mit Giacomo Lauri-Volpi. Die Scala-Saison 1929/30 eröffnete sie als Donna Anna in Don Giovanni. Sie sang in der italienischen Erstaufführung von Ariadne auf Naxos und in der Uraufführung einer Oper Grazia von Michetti. Außerdem trat sie wiederholt in der Arena von Verona auf, gastierte in Genua, Kairo, Lissabon, Neapel und Rio de Janeiro und machte eine große Tournee durch Australien. Nur in Nordamerika hat sie nie gesungen.
Im Sommer 1935 sang sie bei den Salzburger Festspielen die Donna Anna in Don Giovanni (unter Bruno Walter, mit Luise Helletsgruber, Lotte Schöne, Dino Borgioli, Ezio Pinza, Virgilio Lazzari und List). Sie sang bis 1938, zuletzt in Palermo in I Vespri Siciliani.
Nach ihrem Abschied von der Bühne unterrichtete sie zunächst in Mailand, wo zu ihren Schülerinnen auch die später weltberühmte Mozart-Sopranistin Maria Stader gehörte. Sie unterrichtete auch mehrere Jahre in Ankara, bevor sie nach Mailand zurückkehrte, wo sie am 9. Juli 1951 starb.

## Aufnahmen
Ihre ersten Platten als Mezzosopran erschienen bei La Fonografia Nationale. Neben Arien sang sie auch Duette mit den Tenören Carmelo Alabiso und Giuseppe Krismer. Ihre ersten Sopranplatten – sie sang dann ausschließlich für Columbia Records – waren noch akustisch aufgenommen, das ganze Repertoire wurde jedoch später noch einmal elektrisch in besserer Qualität aufgenommen. Nur war ihre Partnerin im Norma-Duett zuerst Lina Lanza und später Ebe Stignati. Die lange Liste ihrer elektrischen Aufnahmen bringt die große Arangi-Lombardi.
Hier sang sie in Gesamtaufnahmen der Opern ihre berühmte Aïda, Gioconda und Santuzza, sowie die Elena in „Mefistofele“, letztere sogar zweimal, da vor der Gesamtaufnahme der Oper bereits eine vollständige Klassische Walpurgisnacht aufgenommen wurde. Außer vielen Arien sang sie Duette und Ensemble mit Stignani, Merli, Molinari und Galeffi.